# メシマイシン
メシマイシンまたはメチマイシン（methymycin）とは、12員環ラクトンにデソサミンがグリコシド結合した構造を有する有機化合物である。メシマイシンはマクロライドに分類されるが、マクロライド系抗菌薬として臨床では使用されていない。

## 構造
メシマイシンは12員環のラクトン環の3位
の炭素原子上のヒドロキシ基に
、デオキシ糖の1種かつアミノ糖の1種でもあるデソサミンが脱水縮合してグリコシド結合を形成した構造をしている。よって、配糖体に分類される化合物の1つである。その分子式はC25H43NO7であり、したがってモル質量は約469.6 g/molである
。メシマイシンのアグリコン部分は「methynolide」と呼ばれる。このmethynolideの所定の位置に、βグリコシドの形でデソサミンが結合した化合物が、メシマイシンである。

## 物理化学的性質

### 吸光分析
メシマイシンはマクロライド構造のラクトンが有するために、波数1720 cm−1から1730  cm−1付近の赤外領域に、特徴的な吸光帯を有する。また、紫外領域でも吸収を示し、吸収極大は223 nmである。

### 定性試験
メシマイシンを3 mg計量してアセトン2 mLに溶解して、さらに、そこに濃塩酸を2 mL滴下して、暫く放置すると、次第に溶液は淡黄色を呈する。

## 生合成

### 抗生物質の定義に合致
メシマイシンは、Streptomycesに属する複数種の放線菌によって生合成され、他の細菌に対して抗菌活性を有している。したがって、メシマイシンは抗生物質である。構造中に12員環のラクトンを有し、これを「12員環マクロライド系抗生物質」と呼ぶ場合もある。メシマイシンのような12員環のマクロライドの構造を有した抗生物質の典型的な構造として、12員環のラクトンの3位の炭素に結合した水酸基に、糖が結合した構造が挙げられる
。

### 生合成経路
メシマイシン生産細菌としては、例えば、Streptomyces venezuelaeが知られる。Streptomyces venezuelaeがメシマイシンを生合成する際には、メシマイシンのアグリコンであるmethynolide部分は、5分子のプロパン酸と、1分子の酢酸が原料として使用される。
- 1分子目のプロパン酸 - methynolideの1位・2位の炭素と、2位の炭素に結合しているメチル基の部分。つまり、ラクトンを形成するカルボキシ基も、このプロパン酸に由来する。
- 2分子目のプロパン酸 - methynolideの3位・4位の炭素と、4位の炭素に結合しているメチル基の部分。なお、3位の炭素に結合している水酸基は、プロパン酸のカルボキシ基が還元された形である。
- 3分子目のプロパン酸 - methynolideの5位・6位の炭素と、6位の炭素に結合しているメチル基の部分。
- 4分子目のプロパン酸 - methynolideの9位・10位の炭素と、10位の炭素に結合しているメチル基の部分。ただし、10位の炭素に結合している水酸基は、プロパン酸のカルボキシ基ではない。プロパン酸のカルボニルの炭素は9位の炭素だと判明した。
- 5分子目のプロパン酸 - methynolideの11位・12位・13位の炭素の部分[注釈 4]。なお、ラクトンを形成する11位の炭素に結合している水酸基は、プロパン酸のカルボキシ基が還元された形である。
- 酢酸 - methynolideの7位と8位の部分。なお、7位の炭素に結合しているケトン基は、この酢酸のカルボキシ基に由来する。

なお、methynolideの3位の水酸基に脱水縮合してエーテル結合しているデソサミンが分子内に有する、3級アミンの部分、つまり、窒素にメチル基が2つ結合している部分へのメチル基は、アミノ酸の1種であるメチオニンからメチル基を転移させて供給される事が判明した。これに対して、methynolideが有するメチル基はメチオニン由来ではないことも明らかにされた。
これらの知見は、Streptomyces venezuelaeに、炭素14で標識したメチオニン、1位の炭素だけを炭素14で標識したプロパン酸、2位の炭素だけを炭素14で標識したプロパン酸、1位の炭素だけを炭素14で標識した酢酸などを与えて培養した事で得られた。

## 人工合成
Methynolideとメシマイシンの全合成が達成されている。
ただし、methynolideにデソサミンを結合させる際にβグリコシドであるメシマイシン以外に、αグリコシド体も生成する。αグリコシド体の化膿レンサ球菌に対する活性はβグリコシド体の約5分の1に低下した。

## ネオメシマイシン

ネオメチマイシンの構造式

ネオメシマイシン（neomethymycin）はメシマイシンの類縁体である。ネオメシマイシンにはラクトン環の10位ヒドロキシ基がなく、代わりに12位の炭素上にヒドロキシ基を有する。
ネオメシマイシンもStreptomycesに属する複数種の放線菌によって生合成される。ただし、その構造の違いから紫外吸収の極大波長に違いが見られ、メシマイシンの極大吸収波長が223 nmであるのに対して、ネオメシマイシンでは227 nmである。